# 二瓶克博
二瓶 克博（にへい かつひろ ）は、日本の実業家。巣鴨信用金庫理事長。

## 人物・経歴
神奈川県出身。
1989年3月、法政大学法学部卒業
1989年、巣鴨信用金庫入庫。
2020年、常勤理事、人事総務部長。
2022年6月、理事長に昇格。